# Jun Song-pin
Jun Song-pin (윤성빈, * 23. května 1994 Namhä) je jihokorejský skeletonista. Závodí od roku 2012, na Zimních olympijských hrách 2014 obsadil 16. místo. Získal stříbrnou medaili na mistrovství světa 2016, vyhrál pět závodů Světového poháru. Na domácích Zimních olympijských hrách 2018 v Pchjongčchangu vyhrál soutěž skeletonistů s náskokem 1,63 sekundy a stal se prvním olympijským vítězem z Asie v historii tohoto sportu.